# Число Архимеда
Число Архимеда ({\displaystyle \mathrm {Ar} }) — безразмерная величина, названная в честь древнегреческого учёного Архимеда. Она применяется при расчётах, связанных с движением тел во внешней среде (жидкость или газ), возникающим вследствие неоднородности плотности в системе «тело — внешняя среда»
{\displaystyle \mathrm {Ar} \,={\frac {gL^{3}\rho _{\ell }(\rho -\rho _{\ell })}{\eta ^{2}}}\,={\frac {gL^{3}(\rho -\rho _{\ell })}{\rho _{\ell }\nu ^{2}}},}
где {\displaystyle g} — ускорение свободного падения (9,81 м/с2);
{\displaystyle \rho _{\ell }} — плотность среды, кг/м3;
{\displaystyle \rho } — плотность тела, кг/м3;
{\displaystyle \eta } — динамическая вязкость среды, Па·с;
{\displaystyle \nu } — кинематическая вязкость среды, м2/с;
{\displaystyle L} — характерный линейный размер тела, м.
Число Архимеда представляет собой критерий подобия, характеризующий соотношение между архимедовой силой, обусловленной различием плотностей в отдельных областях рассматриваемой системы, и вязкими силами в основном потоке.

## Применение
В химической технологии число Архимеда используется при расчёте аппаратов для отстаивания жидкостей, реакторов с кипящим слоем катализатора, систем с пневмотранспортом.
В нефтегазовой отрасли, при расчете эффективности горизонтальных сепараторов гравитационного типа.